# نشانه گوندا
نشانهٔ گوندا (انگلیسی: Gonda's sign) یک نشانهٔ بالینی است که طی آن خم کردن و سپس رها کردن ناگهانی انگشت چهارم پا، باعث رفلکس اکستانسور کف پا می‌شود. این واکنس غیرارادی در بیماران مبتلا به ضایعات راه‌های هرمی مغز دیده می‌شود و یکی از انواع رفلکس بابینسکی است. نشانهٔ گوندا نامش را روان‌پزشک عصبی اوکراینی «ویکتور گوندا» (۱۸۸۹–۱۹۵۹) می‌گیرد که آن را در اواسط دههٔ ۱۹۳۰ در ایالات متحده آمریکا کشف کرد.